# Louis de Berton des Balbes de Crillon
Pour les articles homonymes, voir Famille de Crillon.
Louis des Balbes de Berton de Crillon, né à Murs le 15 mars 1541 et mort à Avignon le 2 décembre 1615, est un homme de guerre français qui est l'un des plus grands capitaines du XVIe siècle. Il est l'ami et le compagnon d'armes d'Henri IV.

## Biographie

### Jeunesse
Les Balbes de Berton comptent parmi les nombreuses familles piémontaises installées à Avignon dès le XIVe siècle. Un siècle plus tard, cette famille, devenue l'une des plus en vue du Comtat Venaissin, commença à s'allier avec celles de la noblesse provençale. Gilles de Berton épousa Jeanne de Grillet, dont le père était seigneur des Taillades, près de Cavaillon, tandis que sa sœur, Catherine de Grillet, convolait avec François d'Astouaud, un des nobles comtadins les plus fieffés. Ce fut d'ailleurs chez elle, à Murs, que Jeanne mit au monde le petit Louis, le 5 mars 1543.

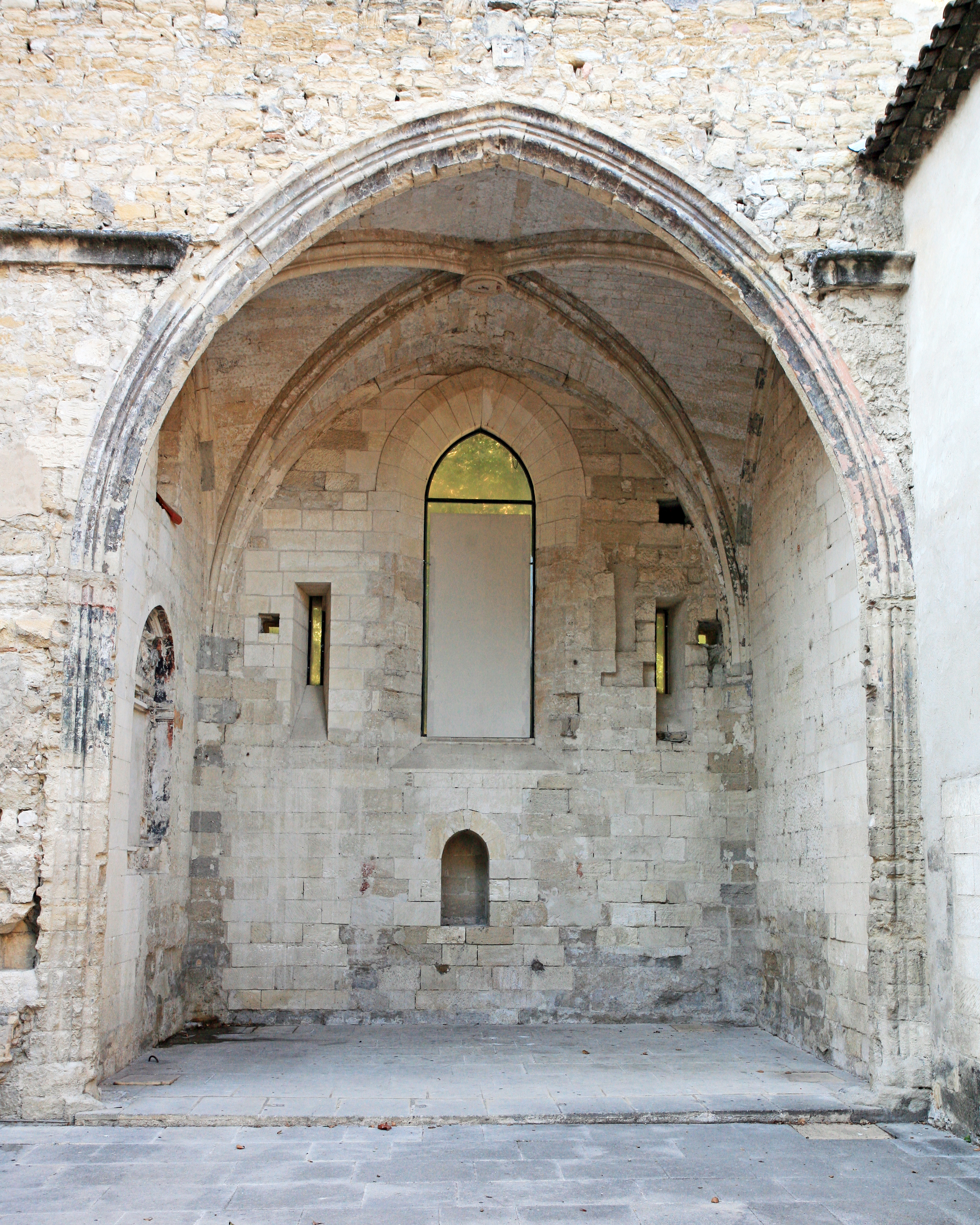
Vestiges de la chapelle du couvent de Sainte-Claire à Avignon.

Tandis que son père achetait à son oncle Astouaud, la seigneurie de Crillon, en 1557, le jeune Louis fut admis de minorité dans l'ordre de Saint-Jean de Jérusalem dont le grand maître était alors Jean de Valette mais ne confirmera jamais.
En réalité ce n'est pas son père Gille de Beton de Crillon mais son grand-père Louis II qui acheta la seigneurie de Crillon à d'Astouaud  en 1510 : « Isabelle de Ruis épousa en 1500, Louis II des Balbes de Berton qui acheta en 1510 la seigneurie de Crillon au diocèse de Carpentras, à la maison d’Astouaud. Nommé premier consul d’Avignon en 1512 et viguier l’année suivante ». in « Inventaire des archives des ducs de Crillon, conservées chez Monsieur le marquis de Grammont », publié par Jean Cordey, archiviste, paléographe, attaché à la bibliothèque nationale, Paris, H Champion, 1908, Note 1, p. 61 et État des possessions des fiefs dans le Comtat Venaissin, 18 mars 1772, Bibliothèque de Carpentras, Collection Tissot, n°VII.

### Le duel
Le jeune novice avait le sang chaud et un Avignonnais, membre de l'illustre et influente famille des Laurens, l'apprit à ses dépens. Lors de la semaine sainte de 1557, à la sortie de l'office de la chapelle du couvent de Sainte-Claire, pour s'être ouvertement gaussé du chevalier, la lame de son bouillant adversaire lui passa à travers le corps. Pour échapper à la peine capitale, Louis dut s'enfuir en France où il allait faire la plus grande partie de sa carrière militaire.
Toutefois on ne trouve aucune mention de ce duel dans les diverses biographies de Louis dit "Brave Crillon". Il se pourrait qu'il y ait une confusion avec son petit neveu, Louis III qui, un siècle plus tard, en  1657: « ...dut comparaître devant le vice-légat du pape et se justifier des accusations portées à son encontre lors des troubles d’Avignon ». (In Mémoires de l’Académie du Vaucluse. François Seguin éditeur, Avignon. 1901.) Louis III qui, condamné à l’exil,  sera innocenté grâce à « un acte du 14 mars 1659 par lequel le pape Alexandre VII déclare innocent et innocentissime Louis de Berton baron de Crillon, accusé d’avoir été chef de faction pendant les troubles récents à Avignon, au cœur desquels on commit des crimes et incendies. Louis de Berton loin d’être coupable s’est efforcé de porter secours au vice- légat  pour arrêter les désordres ». in.  « Inventaire des archives des ducs de Crillon conservées chez M. le marquis de Gramont ».P.78.
Il se distingua par sa valeur sous Henri II, François II, Charles IX, Henri III et Henri IV.

### Guerres de religion
Il se mit d'abord sous les ordres de François de Guise et fut à ses côtés quand celui-ci reprit Calais aux Anglais en 1558. Toujours avec « le Balafré », il combattit à Dreux, en 1562, puis passé au service d'Henri, duc d'Anjou, il se distingua à Jarnac puis à Montcontour où il fut blessé en 1569. Deux ans plus tard, il participa à la bataille de Lépante contre les Turcs. Sa bravoure fut telle que don Juan d'Autriche le chargea d'aller annoncer la victoire au pape Pie V. Revenu en France, il participa au premier siège de la Rochelle avec le duc d'Anjou qu'il accompagna ensuite lors de son règne éphémère en Pologne, le défendit plus tard contre la Ligue, mais repoussa la proposition d'assassiner le duc de Guise.
Henri III, qui aimait les hommes de cette trempe, l'envoya participer au siège de Ménerbes, en 1577 d'où il revint blessé, puis le nomma, trois ans plus tard, gouverneur du Boulonnais et colonel général des Gardes françaises en 1584.

### Au service du Béarnais

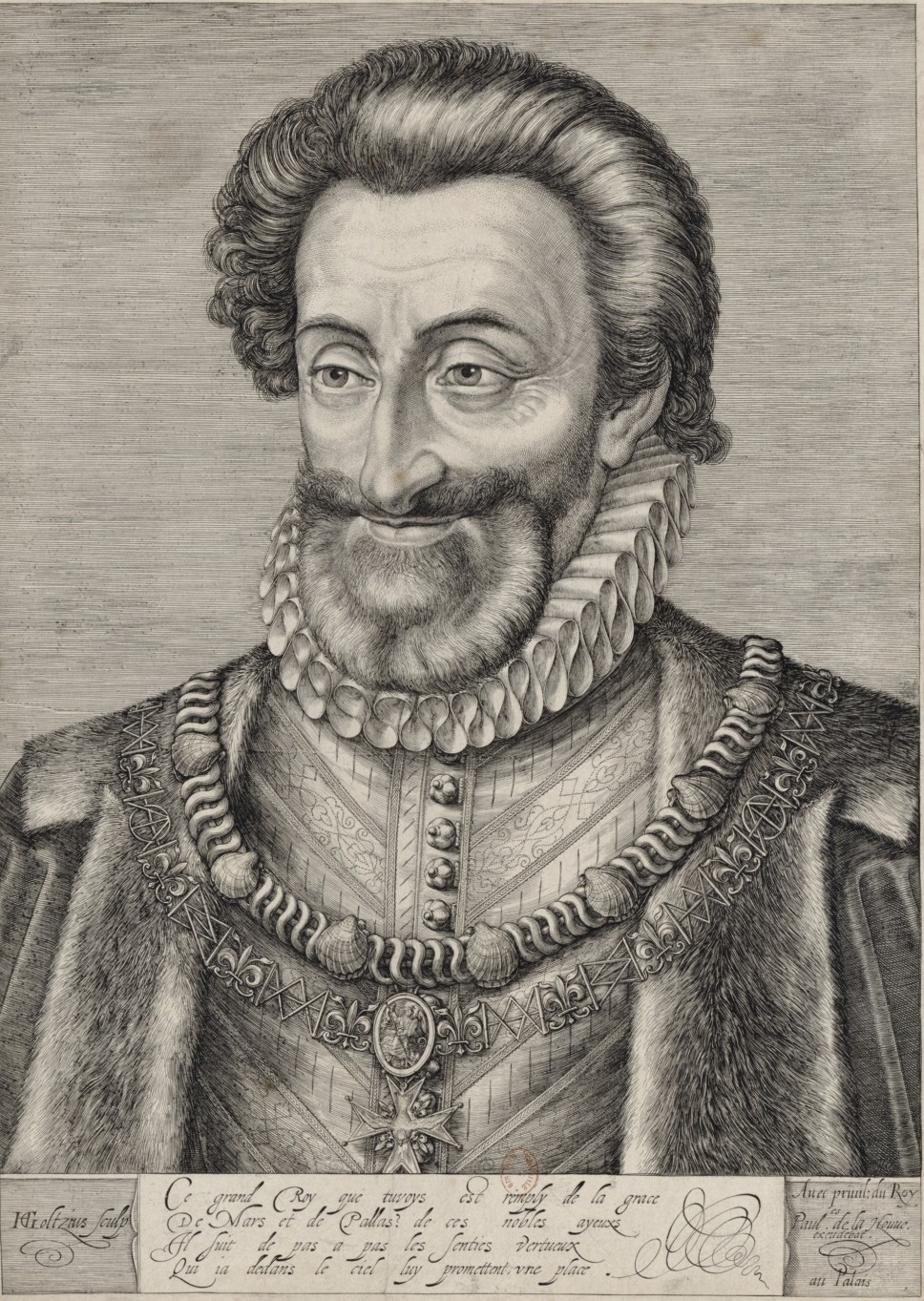
Henri IV (1553-1610), considérait Crillon comme le « meilleur capitaine du monde ».

Rallié à Henri IV dès 1589, il participa avec lui, l'année suivante, au combat d'Ivry et au siège de Paris. Absent, bien malgré lui, de la bataille d'Arques, il reçut du Béarnais le célèbre billet : 

« Pends-toi, brave Crillon ! nous avons combattu à Arques, et tu n'y étais pas. »

Le roi qui l'apprécia toujours à sa juste valeur le surnomma le « Brave Crillon » et le considérait comme le « meilleur capitaine du monde ». En 1600, lors de guerre franco-savoyarde, il reçoit de lui, le commandement de l'armée de Savoie, ce qui lui permet de prendre le fort l'Écluse et de se faire ouvrir les portes de Chambéry et Montmélian.

### Retour à Avignon
Couvert de gloire et de blessures, âgé de 57 ans, il revint alors dans le Comtat Venaissin. Il n'était plus alors question de le condamner mais, pour obtenir son recours en grâce, il dut verser une indemnité de 700 écus à la famille Laurens pour la fondation d'une chapellenie.
Encore une fois, on ne trouve aucune mention dans les multiples biographies de Crillon de ses différents avec la famille  Laurens, dont  André fut premier médecin du roi Henri IV. Par contre Crillon ne semblait pas à devoir rentrer en grâce car il revint très souvent à Avignon auprès de sa famille et durant les guerres de religion, particulièrement pendant le siège de Ménerbes auquel il aida à mettre fin grâce à ses tractations. (In "Pièces fugitives, pour servir a l'histoire de France avec des notes historiques & géographiques". T. 1, Charles de Baschi, marquis d'Aubais, 1759.) 
Jusqu'à l'assassinat d'Henri IV, il resta en correspondance avec lui. Une amitié sans faille liait les deux compagnons d'armes qu'avait aussi réuni une vie gaillarde et galante. Ce fut pourquoi, l'illustre soldat étonna tout son monde en mourant dans la componction le 11 décembre 1615. Le jésuite François Bening fit son oraison funèbre qui fut publié en 1616
Crillon fut inhumé dans la cathédrale Notre-Dame-des-Doms à Avignon.
Alexandre Dumas le met en scène dans La Dame de Monsoreau. D'abord au milieu il est rapidement mentionné par Chicot, le bouffon du roi Henri III, doit se battre avec le sbire des Guise, Nicolas David : 
– Vous me mettez parfaitement à mon aise, répondit Chicot avec le même calme ; je n’hésitais que parce que je suis sûr de vous tuer. Crillon, en faisant des armes avec moi, m’a appris, il y a deux mois, une botte particulière, une seule ; mais elle suffira, parole d’honneur. Allons, remettez-moi les papiers, ajouta-t-il d’une voix terrible, ou je vous tue ! et je vais vous dire comment : je vous percerai la gorge où vous vouliez saigner mon ami Gorenflot. (éd. Claude Schopp, Paris, Robert Laffont, coll. "Bouquins", 1992, p. 842) 
Vers la fin du roman il contribue à déjouer la consipration des Guise et assiste à une confrontation verbale entre Saint-Luc et le duc d'Anjou en présence de son frère, le roi, à propos de l'assassinat de Bussy d'Amboise la nuit précédente. Cela lui fit lâcher ce cri :"Cordieu (murmura Crillon) que ne suis-je roi !" Après le duel des Mignons revu et corrigé par l'auteur des Trois mousquetaires, il est chargé par le roi pendant trois mois (juin-septembre 1578) de garder à vue le duc d'Anjou, dont les hommes Antraguet, Livarot et Ribeirac sont sortis vainqueurs du combat contre les favoris d'Henri III, Quélus, Maugiron et Schomberg.